# L'Écran
L'Écran était un magazine de bande dessinée québécoise publié mensuellement à Sherbrooke (Estrie) au Québec (Canada) dans les années 1970.
Il était un des tout premiers essais d'implantation d'un magazine de bande dessinée professionnelle au Québec.

## Description du contenu
Le contenu de L'Écran est composé presque exclusivement de bandes dessinées et d'illustrations inédites en noir et blanc ou en couleurs. On y retrouve aussi un éditorial et quelques critiques de parutions québécoises dans le domaine de la BD, ainsi qu'un poster central.
Les collaborateurs sont tous d'origine canadienne et sont francophones venant majoritairement de la région de l'Estrie et de Montréal[réf. souhaitée].

## Historique
Le magazine L'Écran, édité par les Éditions de la Nébuleuse enr., est publié mensuellement (sauf pour le numéro 1) au Québec de juin à novembre 1974 pendant quatre numéros (durée de vie fréquente pour les magazines de ce genre : voir Prisme (magazine BD)).
Le numéro 1 est presque entièrement réalisé par le seul Dan May (Daniel Racine), dessinateur talentueux et très polyvalent,. Les autres numéros présentent les créations de plusieurs auteurs québécois qui se sont ajoutés à lui.
Tous les numéros sont imprimés sur papier glacé, de façon luxueuse avec certaines pages en couleurs. Le magazine offre au lecteur un mélange de BD traditionnelle et de BD à tendance plus moderne (humour, aventure, science-fiction et poésie)[réf. souhaitée].
L'objectif avoué de l'équipe de rédaction est d'en faire, pour la première fois au Québec, une revue professionnelle de BD de qualité internationale, rejoignant le plus grand lectorat possible,,,.
Des difficultés financières causent la fin de cette entreprise éditoriale.

## Fiche technique
- Éditeur : Éditions de la Nébuleuse enr. (Waterloo) ;
- Format : 27,5 x 20,5 cm ;
- Nombre de pages : 56 ;
- Type de papier : glacé ;
- Impression : quadrichromie ;
- Périodicité : mensuel (sauf le premier numéro) ;
- Numéro 1 : juin 1974 ;
- Numéro 4 : novembre 1974 (dernier numéro).

## Collaborateurs
Quelques-uns de ces artistes travaillent sous un pseudonyme.

### Auteurs de bandes dessinées
Les auteurs de bande dessinée québécois sont généralement à la fois dessinateur et scénariste. Il arrive qu'ils ne pratiquent qu'une seule de ces deux disciplines, travaillant alors en équipe avec quelqu'un de l'autre discipline.
- Denis Bachand (à titre de scénariste) ;
- André Carpentier (à titre de scénariste) ;
- Fern' (Fernand Choquette) (à titre de dessinateur) ;
- Michel Fortier (à titre de dessinateur) ;
- Claude Haeffely (à titre de scénariste) ;
- Le Grand Léo (Léo Brodeur) (à titre de scénariste) ;
- Madeleine Morin ;
- Dan May (Daniel Racine) (à titre de scénariste-dessinateur) ;
- Yves Poissant ;
- Denis Rousseau ;
- Trud Fiset ;
- Tibo (Gilles Thibault).